# Joachim Kugler
Joachim Kugler (* 19. September 1947 in Backnang) ist ein ehemaliger deutscher Dreispringer.
Beim Dreisprung der Olympischen Spiele in Mexiko-Stadt auf den elften Platz.
Bei den Leichtathletik-Europameisterschaften 1971 in Helsinki und den Leichtathletik-Halleneuropameisterschaften 1973 in Rotterdam wurde er jeweils Neunter.
1974 und 1975 wurde er Deutscher Meister und 1973 Deutscher Hallenmeister. 
Seine persönliche Bestleistung von 16,47 m stellte er am 7. September 1968 in Kassel auf.
Joachim Kugler startete für den TV Murrhardt, den USC Mainz und den ASC Darmstadt.